# G-Stone Book
G-Stone Book è un album di remix missato da Kruder & Dorfmeister, pubblicato il 1º febbraio 2002 dalla G-Stone Recordings.

## Tracce
1. "High Noon" – Kruder & Dorfmeister – 6:19
2. "Chocolate Elvis" – Tosca – 5:07
3. "Fuck Dub (Haaksman Version)" - Tosca – 5:25
4. "Shades" – Walkner.Möstl – 6:36
5. "From Babylon to Vienna Voiceover" – Farda P – 0:09
6. "Chocolate Elvis (Boozoo Bajou Mix)" - Tosca – 4:30
7. "Dubolition" – Kieser-Velten – 6:43
8. "Domination" – Peace Orchestra – 7:53
9. "Busenfreund" – Tosca – 4:57
10. "Dub Club" – Stereotyp & Soothsayer – 5:09
11. "Little Irie" – Sugar B – 2:45
12. "Heaven or Hell" – Walkner.Möstl – 5:40
13. "Orozco (Dubphonic Mix)" - Tosca – 5:10
14. "Deep Shit (Part 1 & 2)" - Kruder & Dorfmeister – 6:16